# Щириця вузьколиста
{{#ifeq:0|0|{{#if:Amaranthus graecizans|{{#if:|[[]}}|[[]]}}}}
Щириця вузьколиста (Amaranthus graecizans) — вид квіткових рослин родини щирицевих (Amaranthaceae).

## Біоморфологічна характеристика
Це гола чи слабо запушена однорічна рослина до 70 см заввишки. Стебла частково червоні, прямовисні чи висхідні, розгалужені. Листки 2–4 × 1–2 см, яйцеподібні чи ромбічно-еліптичні чи лінійно-ланцетні, гострі чи рідше тупі, без або з ледь білими краями. Суцвіття всі пазушні. Частки оцвітини жіночих квіток по 3, яйцювато-ланцетні, гострі, 1.3–2 мм, білуваті, плівчасті із зеленим середнім нервом. Плоди (мішечки) 1.5–2 мм, дещо зморшкуваті, чітко розкривається. Насіння чорне, чечевицеподібне, 1.5–1.7 × 1.3–1.5 мм, блискуче, гладке чи злегка бородавчасте.

## Поширення
Росте в Африці на півдні Європи, у південній частині Азії.
В Україні вид росте у садах, на бур'янах — у Криму, зрідка (у передгір'ях та на ПБК).

## Використання
Їстівні листя та насіння іноді збирають у дикій природі та використовують місцево.

## Галерея

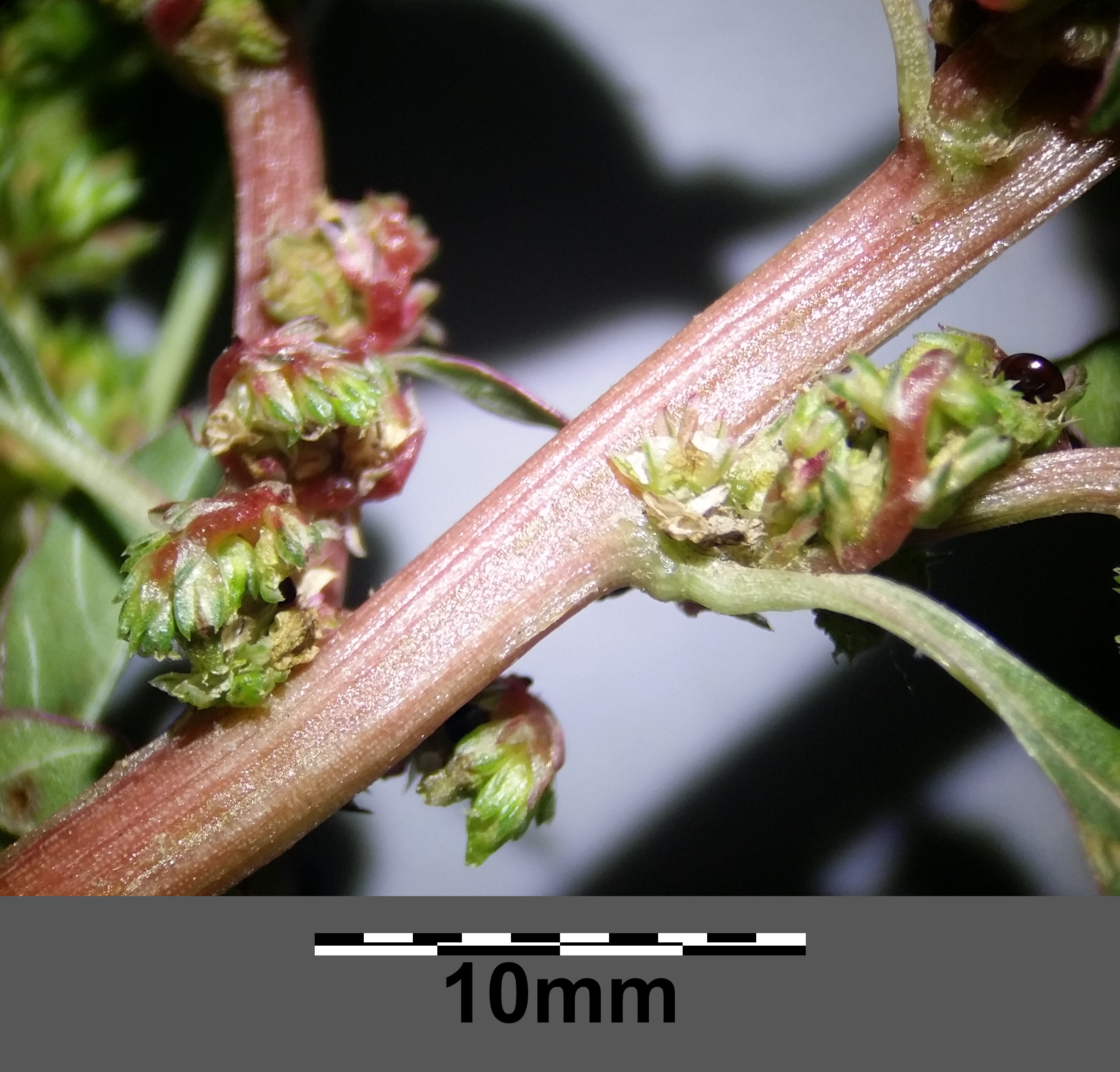
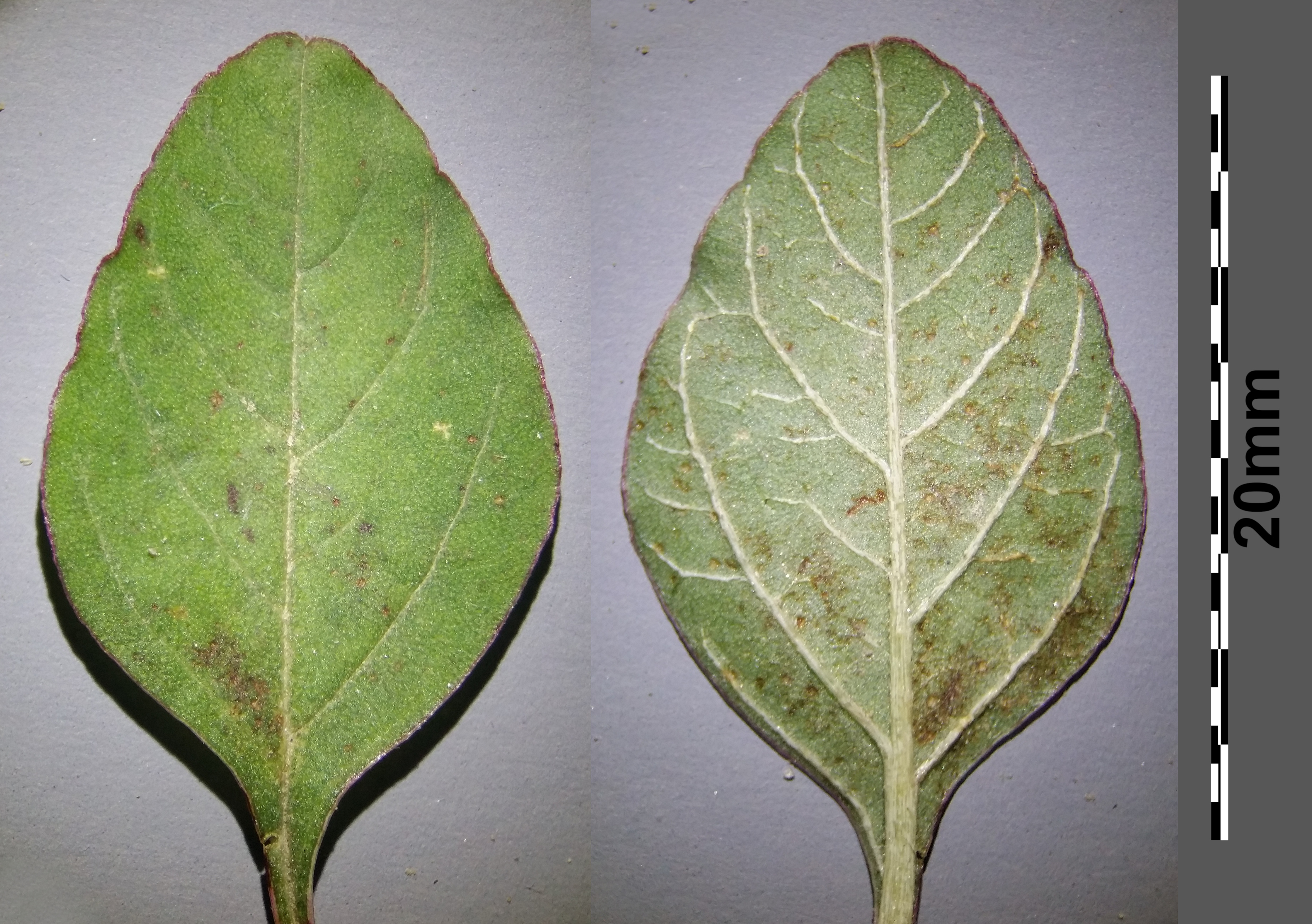
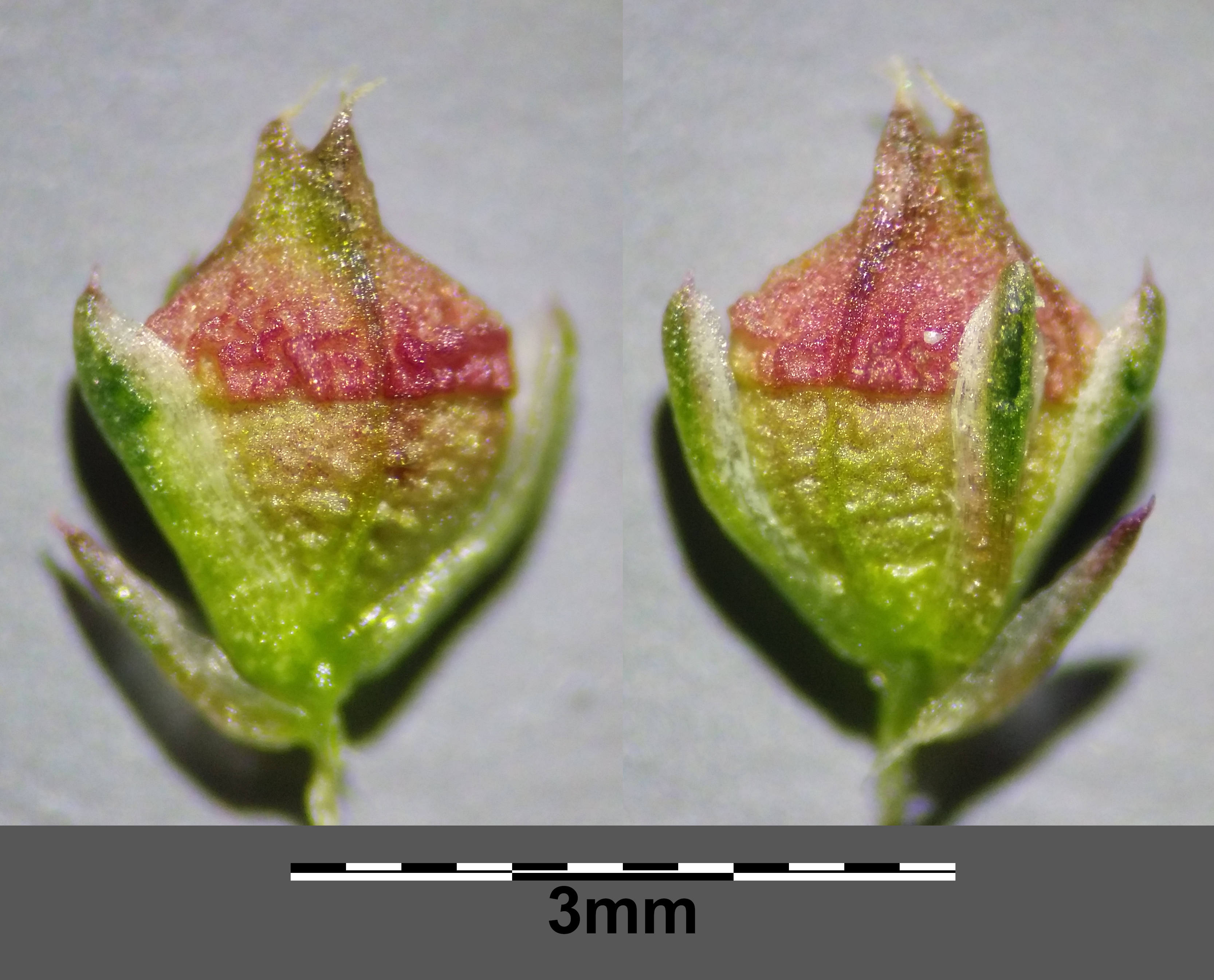
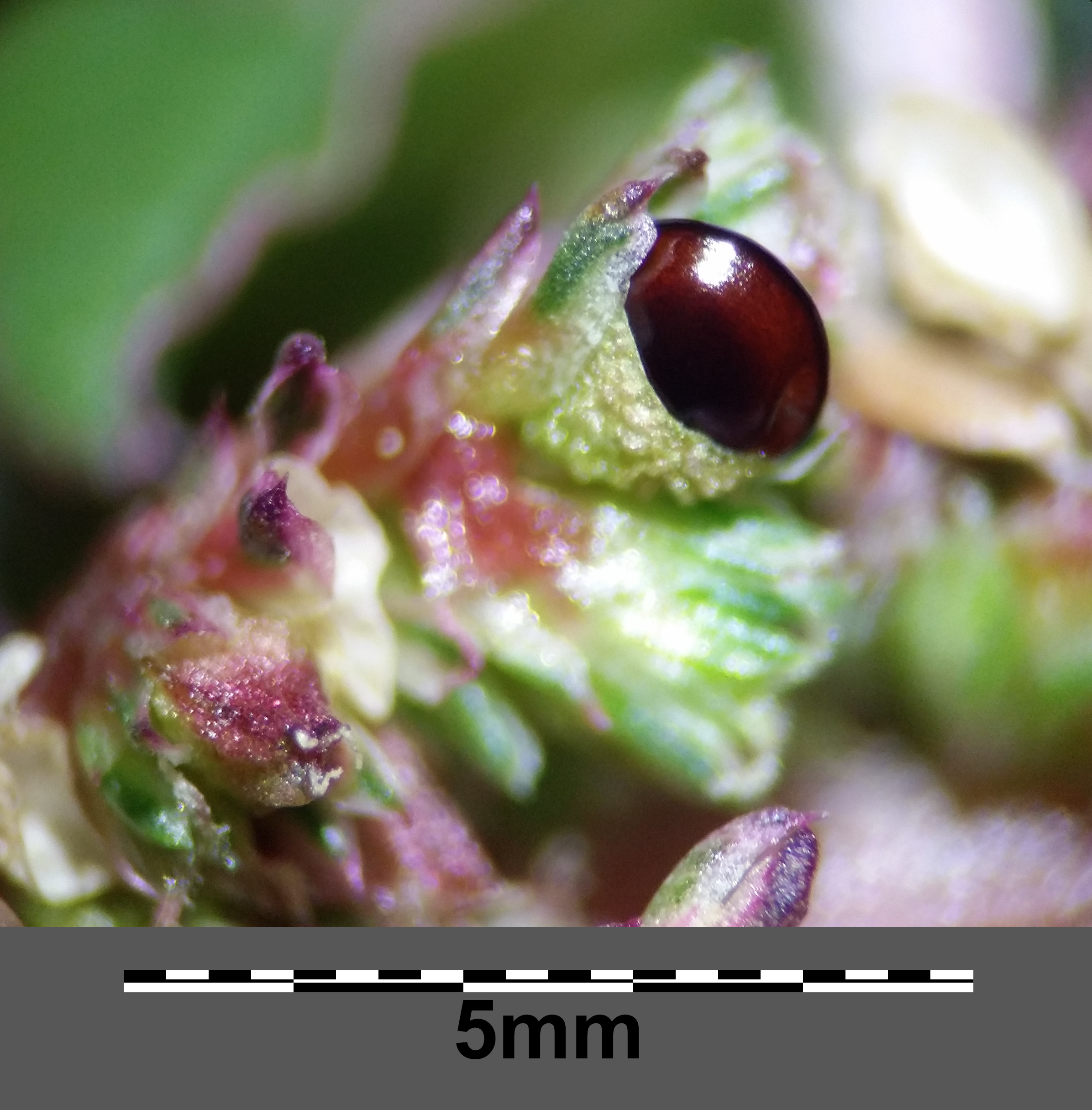